# Micrecia
Micrecia is een geslacht van vlinders uit de familie wespvlinders (Sesiidae), onderfamilie Tinthiinae.
Micrecia is voor het eerst wetenschappelijk beschreven door Hampson in 1919. De typesoort is Micrecia methyalina.

## Soort
Micrecia omvat de volgende soort:
- Micrecia methyalina Hampson, 1919